# Urocystis pseudoanemones
Urocystis pseudoanemones är en svampart som beskrevs av Denchev, Kakish. & Y. Harada 2000. Urocystis pseudoanemones ingår i släktet Urocystis och familjen Urocystidaceae.   Inga underarter finns listade i Catalogue of Life.